# NK Gat
NK Gat je nogometni klub iz Gata, naselja u sastavu grada Belišća u Osječko-baranjskoj županiji.
NK Gat je član Nogometnog središta Valpovo te Županijskog nogometnog saveza Osječko-baranjske županije.
U klubu treniraju i natječu se dvije kategorije: pioniri i seniori.
Pioniri se natječu u Ligi mladeži – pioniri pri NS Donji Miholjac, a seniori u 2. ŽNL Osječko-baranjskoj  NS Valpovo.
Klub je osnovan 1978.

## Uspjesi kluba
2023./24.- prvak 3. ŽNL Liga NS Valpovo.

## Vanjska poveznice
- Službena stranica grada Belišća